# Beek (Hunze)
De Beek (ook: Bonnerbeek) is een zijriviertje van de Hunze in de Nederlandse provincie Drenthe.
De Beek is een inmiddels gekanaliseerd riviertje in de omgeving van het Drentse Gieterveen. Na 1870 ontstond de huidige bewoning van Gieterveen aan de oever van de Beek door de vestiging van winkeliers en ambachtslieden. De kern van het huidige dorp Gieterveen ligt ten noorden van het riviertje. Op de noordoever van de Beek staat de korenmolen de Eendracht van Gieterveen.
De Beek mondt ten noordwesten van Gieterveen uit in de Hunze.